# Aegaeon (satelit)
Aegaeon /a.e.ga.e'on/, sau Saturn LIII (denumirea provizorie S/2008 S 1 ), este un satelit natural al lui Saturn. Se crede că este la fel de neted ca Methone.  Orbitează între Janus și Mimas în inelul G al lui Saturn.

## Descoperire și Numire
Imagini cu Aegaeon au fost făcute de Cassini pe 15 august 2008, iar descoperirea sa a fost anunțată pe 3 martie 2009 de Carolyn Porco⁠(d) de la Cassini Imaging Science Team folosind denumirea provizorie S/2008 S 1. 
Aegaeon a fost numit după unul dintre hecatonchiri pe 5 mai 2009. 

## Orbită
Aegaeon orbitează în segmentul luminos al inelului G al lui Saturn și este probabil o sursă majoră a inelului.  Resturile aruncate de pe Aegaeon formează un arc strălucitor lângă marginea interioară, care, la rândul său, se extinde pentru a forma restul inelului. Aegaeon orbitează într-o rezonanță de excentricitate de corotație de 7:6 cu Mimas, care provoacă o oscilație de aproximativ 4 km în semiaxa sa mare și o oscilație corespunzătoare de câteva grade în longitudinea sa medie. Orbitează în jurul lui Saturn la o distanță medie de 167.500 km în 0,80812 zile, cu o înclinație de 0,001° față de ecuatorul lui Saturn, cu o excentricitate de 0,0002. 

## Caracteristici fizice
Aegaeon este cel mai mic satelit cunoscut al lui Saturn în afară de inele și are o formă foarte alungită, măsurând 1.4 km × 0.5 km × 0.4 km.  Măsurătorile masei sale, bazate pe interacțiunea cu particulele de praf care alcătuiesc arcul din inelul G în care este încorporat satelitul, sugerează o densitate similară cu cea a gheții.  Aegaeon are cel mai scăzut albedo, sub 0,15, dintre orice satelit saturnian mai interior de Titan.  Acest lucru s-ar putea datora fie materialului meteoric mai întunecat care formează praful din inelul G, fie datorită faptului că Aegaeon a fost perturbat, aruncând suprafața bogată în gheață și lăsând în urmă miezul interior de rocă. 

## Explorare
Sonda spațială Cassini a efectuat patru zboruri ale lui Aegaeon mai aproape de 20.000 km, deși doar unul s-a efectuat de când a fost descoperit în 2008. Cel mai apropiat dintre aceste zboruri pre-descoperire a avut loc pe 5 septembrie 2005 la o distanță de 8.517 km. Un zbor pe 27 ianuarie 2010 de la distanța 13.306 km i-a permis lui Cassini să obțină imaginile cu cea mai înaltă rezoluție cu Aegaeon până în prezent.  Pe 19 decembrie 2015, Cassini nu a putut obține nicio imagine dintr-un zbor apropiat planificat.